# Synchiropus grinnelli
Synchiropus grinnelli là một loài cá biển thuộc chi Cá đàn lia gai (Synchiropus) trong họ Cá đàn lia. Loài này được mô tả lần đầu tiên vào năm 1941.

## Phân bố và môi trường sống
S. grinnelli có phạm vi phân bố ở Tây Thái Bình Dương. Loài này được tìm thấy tại vùng biển của Philippines và Indonesia. S. grinnelli sống ở độ sâu khoảng 357 m.

## Mô tả
Mẫu vật lớn nhất của S. grinnelli có chiều dài cơ thể được ghi nhận là 6,5 cm.